# Don Lofgran
Donald "Don Lofgran (18 de novembro de 1928 — 17 de junho de 1976) foi um jogador norte-americano de basquete profissional que disputou quatro temporadas na National Basketball Association (NBA). Jogou duas temporadas pelos Dons da Universidade de São Francisco, onde obteve médias de 14,7 pontos por jogo. Em 1949, venceu, junto com sua equipe, o National Invitation Tournament, além de ser eleito como melhor jogador do torneio. No ano seguinte, foi incluído no segundo time de All-American. Foi escolhido pelo Syracuse Nationals na décima primeira escolha no draft de 1950. O novato do ano foi trocado para o Indianapolis Olympians. Durante quatros anos de carreira na NBA, Lofgran passou por equipes como o Philadelphia Warriors e o Milwaukee Hawks.